# Trzeci obieg
Trzeci obieg – ruch wydawniczy oraz alternatywny obieg kaset magnetofonowych (głównie z muzyką rockową), tekstów i grafiki, rozpowszechnianych poprzez fanziny, funkcjonujący poza cenzurą w latach 1980–1989.
Zarówno twórcami jak i odbiorcami byli ludzie ze środowisk kultury alternatywnej, przeciwni zaangażowaniu w politykę, często wywodzący się z subkultury młodzieżowej punk. Początkowy cały ruch punk w Polsce rozwijał się wyłącznie w trzecim obiegu, stąd często jest z nim utożsamiany.
Trzeci obieg nie wykształcił struktur organizacyjnych zajmujących się kolportowaniem, drukowaniem, zbiórką środków. Rozpowszechnianie druków odbywało się głównie na koncertach, zlotach i spotkaniach towarzyskich wśród młodzieży z subkultur. Wspólną ideą całego ruchu był bunt nie tylko wobec oficjalnej propagandy państwa, jak to miało miejsce w przypadku drugiego obiegu, ale także wobec całego głównego nurtu kultury reprezentującej tradycyjne wartości.
W trzecim obiegu negowano nie tylko ideologię narzucaną przez komunistyczny system, ale podważano fundamenty całego społeczeństwa.
Ponieważ oficjalna kultura została zanegowana, jej miejsce każdy mógł wypełnić własną twórczością. Role autorów tekstów i muzyki, wydawców czy liderów grup nie były przypisane poszczególnym osobom; były niestałe i wymienne, propagowano aktywny i twórczy współudział każdego bez żadnych formalności.